# Apple Open Directory
Open Directory è un servizio di directory e di gestione delle autenticazioni via rete informatica incluso nel sistema operativo macOS Server di Apple. Il servizio è basato su OpenLDAP e può utilizzare un'autenticazione Kerberos. Come altri servizi di directory esso provvede a memorizzare e mantenere organizzate le informazioni riguardo agli utenti della rete informatica, e le risorse condivise, consentendone la gestione all'amministratore della rete.
Open Directory si può interfacciare con sistemi Apple Macintosh, Microsoft Windows e con molti sistemi Unix. Inoltre può accedere a  servizi esterni tramite LDAP. È in grado di interfacciarsi con servizi proprietari come Active Directory di Microsoft e eDirectory di Novell.